# 臺灣客家研究論文選輯
《臺灣客家研究論文選輯》，是一套於2019年1月由國立交通大學出版社所發行之學術叢書，其共有12輯。該叢書收錄了原先分散在若干期刊中的關於臺灣客家研究的重要學術論文。擔任該叢書總主編的學者張維安在叢書序中認為，該叢書是「能讓國內外客家研究學者乃至一般讀者，迅速掌握過去學術界對該主題的研究累積」，其並且通過介紹客家研究的各種面向，以使讀者「理解臺灣客家社會文化的諸多特質」。

## 編輯
在受到客家委員會主任委員李永得的支持下，《臺灣客家研究論文選輯》於2019年1月出版。它共有12輯，其收錄了123位學者在臺灣客家研究上的130篇重要學術論文。擔任它的總主編者，為學者張維安。依照主題的區分，各輯的主編，亦均為在該研究領域中的專業學者。例如，該套叢書的第11輯的《客家戲曲》的主編，為擔任首任國立臺灣戲曲學院校長的學者鄭榮興。

## 目次

### 《客家研究與客家學》
該書是《臺灣客家研究論文選輯》的第1輯，其主編為蕭新煌。包含由總主編張維安所撰寫之叢書序與蕭氏所撰寫之導論在內，它共有11篇論文。目次如下表：
| 篇名                                                                | 編者與作者 |
| ------------------------------------------------------------------- | ---------- |
| 學術研究與客家發展： 《臺灣客家研究論文選輯》主題叢書序             | 張維安     |
| 《客家研究與客家學》導論： 臺灣客家研究的典範移轉                   | 蕭新煌     |
| 客家意象、客家研究與客家學                                          | 張維安     |
| 族群互動、文化認同與「歷史性」： 客家研究的發展脈絡                 | 莊英章     |
| 臺灣客家族群關係研究的回顧                                          | 徐正光     |
| 現階段客家學的定位： 從方法論的角度探討                             | 楊國鑫     |
| 原住民族知識體系與客家知識體系                                      | 施正鋒     |
| 以區域觀點為運用的客家研究回顧（1960-2010）                         | 洪馨蘭     |
| 五十年來的臺灣客家研究                                              | 陳運棟     |
| 客家界線的游移與想像： 從臺灣福佬客議題看中國、臺灣、日本的客家研究 | 賴旭貞     |
| 19世紀西方人眼中的臺灣Hakka                                         | 林正慧     |

### 《客家形成與社會運作》
本書主編為國立清華大學歷史學研究所助理教授陳麗華和中研院民族所兼任研究員莊英章，收錄8篇論文（見下表），分為第一部分「客家族群形成」、第二部分「社會運作機制」，前者是客家作為族群概念的建構性，試圖對臺灣客家形成史在理論與方法上的進展，做一初步勾勒；後者則是客家地域社會的建構性，分別以土地開發、商業經營、家族及宗教等不同角度，探討北、中、南、東不同客家社區如何形成與運轉，並在過程中積澱成被視為「文化」和「傳統」的因素。二者相配合，共同構成臺灣客家如何在學術脈絡中再現的歷史。
| 論文名稱                                     | 作者          |
| -------------------------------------------- | ------------- |
| 從臺灣歷史地理的研究經驗看臺灣客家研究       | 施添福        |
| 清初臺灣方志的「客家」書寫與社會相           | 李文良        |
| 從客家族群關係之形塑看清代臺灣史志中之「客」 | 林正慧        |
| 清代一個務實拓墾家族的研究                   | 吳學明        |
| 隘糧與大租                                   | 陳志豪        |
| 臺灣中部「客仔師」與客家移民社會             | 李豐楙        |
| 客家人的宗族建構與歷史記憶塑造               | 陳麗華        |
| 臺東縣客家族群之分布及其社會文化特色         | 黃學堂 黃宣衛 |

### 《客家聚落與地方社會》
本書主編為曾任中研院民族學研究所所長的徐正光和「浪漫台三線」專案辦公室文化總監陳板，收錄9篇論文（見下表），從不同的學術研究取向解析臺灣客家與地方社會的歷史發展梗概，以此閱覽族群邊界內外的多元互動關係。編者認為似乎已過了歷史巔峰，而普通美好的景色也不再復返，客家聚落風貌因現代都市(計畫)與建築的出現愈來愈黯淡，終於走到必須立法保存維護、活化利用的階段，也提出未來的臺灣客家聚落將會是什麼樣貌的疑問。
| 論文名稱                                           | 作者                 |
| -------------------------------------------------- | -------------------- |
| 從版圖之外到納入版圖                               | 黃卓權               |
| 從二次移民看臺灣族群關係與地方開發                 | 賴志彰               |
| 方言群的空間分布特性與歷史地理區域形塑之關聯性探討 | 張智欽 韋煙灶 林雅婷 |
| 南庄地區開發與賽夏族群邊界問題的再檢視             | 胡家瑜 林欣宜        |
| 清代番地治理與族群地權關係                         | 李翹宏               |
| 臺灣南部六堆「界限」的再思考                       | 洪馨蘭               |
| 彰化平原福佬客的地域組織                           | 許嘉明               |
| 從忠義亭到忠義祠                                   | 陳麗華               |
| 客家聚落的歷史與再現                               | 羅烈師               |

### 《客家族群關係》
本書主編為國立臺灣大學人類學系教授謝世忠，考量北、南、東研究景況及研究者所屬學科代表、期刊多樣性、文章品質後，收錄8篇論文，其中有論及清治至日治的200年間實質(通婚、收養、風月尋歡、械鬥)或抽象(刻板印象)的往來，也有描述與原住民的關係。編者認為目前學界在族群理論和當代族群關係的課題方面仍有待加強，期許未來研究成果能漸趨完善。

### 《客家、認同政治與社會運動》
該書是《臺灣客家研究論文選輯》的第5輯，其主編為許維德。包含由總主編張維安所撰寫之叢書序與許氏所撰寫之導論在內，它共有10篇論文。目次如下表：
| 篇名                                                                            | 編者與作者    |
| ------------------------------------------------------------------------------- | ------------- |
| 學術研究與客家發展： 《臺灣客家研究論文選輯》主題叢書序                         | 張維安        |
| 《客家、認同政治與社會運動》導論                                                | 許維德        |
| 文化團體vs.政治社群： 試論當代臺灣的兩種族群政治觀點                            | 李廣均        |
| 談泛臺灣客家認同： 1860-1980年代臺灣「客家」族群的塑造                          | 陳麗華        |
| 認同建構為傳播基礎概念之初探： 以美濃反水庫運動為例                             | 林福岳        |
| 臺灣客家運動之政策分析                                                          | 宋學文 黎寶文 |
| 「義民史觀」之建構： 析論臺灣1895年（乙未）抗日戰爭中之義民軍統領丘逢甲與吳湯興 | 薛雲峰        |
| 客家桐花祭的族群意象與消費認同： 以勝興國際桐花村的發展為例                     | 李威霆 林錫霞 |
| 詔安客的自我描繪與建構： 詔安客家文化生態博物館的萌生與實踐                     | 黃衍明        |
| 當代臺灣客家流行音樂的族群再現與文化認同                                        | 王俐容 楊蕙嘉 |

### 《客家與文化公民權》
本書主編為國立交通大學人文社會學系教授暨本套書總主編張維安，收錄9篇論文（見下表），與(客家)文化公民權相關的論文，希望能夠進一步提供客家文藝復興的理論基礎。編者以客家語言人權為例，將客家語呼應國家政策列為國家語言之中、各族群有學習和在正式場合使用母語的權利；在制度化層面有學習母語的機制設計，在社會媒體上應鼓勵族群文化傳播的發展。前者屬於文化傳播權的主張，是族群文化公民權的一種；後者如學術研究機構、文化中心、博物館的建置，語言研究和發展，都屬於發揮族群文化詮釋的重要空間。
| 論文名稱                                               | 作者   |
| ------------------------------------------------------ | ------ |
| 文化公民權的建構                                       | 王俐容 |
| 臺灣客家族群文化權的經驗性調查研究                     | 王俐容 |
| 文化國與文化公民權                                     | 許育典 |
| 設置族群形代表性行政機關的理論論證                     | 孫煒   |
| 臺灣民眾的家庭語言選擇                                 | 葉高華 |
| 融入語言人權的弱勢語言教育                             | 張學謙 |
| 多元文化社會的族群傳播                                 | 蕭新煌 |
| 多元文化主義與我國廣播政策                             | 張錦華 |
| 客家電視台與臺北都會客家閱聽人族群認同建構之關聯性初探 | 蔡珮   |

### 《客家民間信仰》
該書是《臺灣客家研究論文選輯》的第7輯，其主編為羅烈師。包含由總主編張維安所撰寫之叢書序與羅氏所撰寫之導論在內，它共有11篇論文。目次如下表：
| 篇名                                                                                  | 編者與作者    |
| ------------------------------------------------------------------------------------- | ------------- |
| 學術研究與客家發展： 《臺灣客家研究論文選輯》主題叢書序                               | 張維安        |
| 《客家民間信仰》導論                                                                  | 羅烈師        |
| 閩粵移民的協和與對立： 以客屬潮州人開發臺北以及新莊三山國王廟的興衰史為中心所作的研究 | 尹章義        |
| 粵東三山國王信仰的分布與信仰的族群： 從三山國王是臺灣客家的特有信仰論起               | 邱彥貴        |
| 楊梅的義民信仰聯庄與祭典                                                                | 賴玉玲        |
| 臺灣枋寮義民廟階序體系的形成                                                          | 羅烈師        |
| 臺灣客家三官大帝信仰文化                                                              | 范明煥        |
| 臺中縣新社鄉九庄媽的信仰型態                                                            | 林美容 方美玲 |
| 界線、認同和忠實性： 進香，一個客家地方社群理解和認知他者的社會過程                   | 林秀幸        |
| 「社官」信仰在廣東蕉嶺與臺灣美濃的比較研究                                            | 洪馨蘭        |
| 臺灣中部紅頭司與客屬聚落的醮儀行事                                                    | 李豐楙        |

### 《客家婦女與性別》
本書主編為國立中央大學客家語文暨社會科學學系教授張翰璧，收錄8篇論文（見下表），以客家婦女/性別為主軸，希望在過去研究的基礎上，鼓勵客家文化研究者除了將客家女性視為族群文化的「載體」外，更進一步思考客家女性作為族群文化「主體」的研究取向；並提醒以「男性」觀點的族群文化研究，將男性具體的放回討論的社會脈絡中，而非族群刻板印象中的「看不見的手」。前三篇文章從家族角度切入，分析客家文化的性別文化、個人生命史的觀點；第四篇文章探討年輕客家男性，如何在傳統影響下扮演父親的角色、參與學齡期子女教養；第五、六篇文章討論客家婦女在服飾、命名上所呈現的「客家」；最後三篇文章討論客家婦女所扮演的經濟、文化再生產的角色。
| 論文名稱                             | 作者          |
| ------------------------------------ | ------------- |
| 客家族群性別制度之研究               | 邱詩婷 陳枝烈 |
| 性別化敘事裡的祖先與家族             | 簡美玲        |
| 剪斷肚臍帶，要做大人樣               | 李文玫 丁興祥 |
| 臺灣客家父親的父職認知及子女教養信念 | 姜惠文 陳銀螢 |
| 臺灣南北地區客家婦女大襟衫比較研究   | 鄭惠美        |
| 為何客家婦女（不再）以「妹」字命名   | 李廣均        |
| 客家微型創業婦女的勞動初探           | 呂欣怡        |
| 東南亞女性婚姻移民與客家文化傳承     | 張亭婷 張翰璧 |

### 《客家話的源起與通變》
本書主編為國立中央大學客家語文暨社會科學學系榮譽教授羅肇錦和同校系副教授兼系主任陳秀琪，以四縣話、海陸話、大埔話、饒平話、詔安話，集合臺灣各客家研究單位學者之研究成果，收錄14篇具指標性影響的論文（見下表）。14篇文章分屬不同領域的客家研究，分為「通論客家話」和「臺灣客家話」兩部分，前者3篇，後者11篇(細分通論3篇、語音4篇、詞彙語法4篇)。
| 論文名稱                                   | 作者                 |
| ------------------------------------------ | -------------------- |
| 客語源起南方的語言論證                     | 羅肇錦               |
| 客語曉匣口變唇齒音（ha→fv）的推斷          | 羅肇錦               |
| 客家話聲母的前化運動                       | 陳秀琪               |
| 臺灣客家與閩南族群雜居環境的語言互動空間   | 鄭錦全               |
| 臺灣「漳州客」的失落與「四海話」的重構     | 羅肇錦               |
| 臺灣客家話的語言接觸現象                   | 呂嵩雁               |
| 臺灣東勢客家話的捲舌音                     | 鍾榮富               |
| 後龍海陸客家話的語音變異                   | 黃菊芳 江敏華 鄭錦全 |
| 語言接觸下的方言變遷                       | 陳秀琪               |
| 變遷中的方言研究                           | 徐貴榮               |
| 臺灣東勢客家話的派生詞研究                 | 江俊龍               |
| 宜蘭壯圍詔安客家話的音韻及詞彙特點試析     | 吳中杰               |
| 臺灣客家話動趨結構中與體貌有關的成分       | 江敏華               |
| 臺灣海陸客家話處所介詞「TU5」 的用法及來源 | 江敏華               |

### 《客家文學》
本書主編為靜宜大學臺灣文學系榮退教授彭瑞金，收錄14篇論文（見下表），選文範圍區分三大部分：民間文學、漢語文言文學、創作文學或作家研究，期望透過選文反映當前已有的客家文學研究現象，也希望指引更寬、更廣、更新的客家文學研究領域。編者認為不管定義下的客家文學可分兩類，客家民間文學、創作文學，前者靠口語流傳而鮮少爭議，內容包括傳仔、諺語、師傅話、山歌詞、採茶劇本、戲文(劇本)，幾乎是客家特有；後者則有漢語文言文、日文、臺灣話文、漢語白話文、客語文的創作，除了客語文創作，其餘的都不是在有了「客家文學」旗幟後創作的，顯示現階段的客家文學只是臺灣文學領域中的創作現象，而非文學的種類、派別。
| 論文名稱                                 | 作者   |
| ---------------------------------------- | ------ |
| 客家民間文學之美                         | 何石松 |
| <剪剪花> 之蔣潘故事探析                  | 古國順 |
| <渡臺悲歌> 史詩研究                      | 黃美鴻 |
| 栗社之苗栗鄉土漢詩創作主題探究           | 古國順 |
| 吳濁流論                                 | 葉石濤 |
| 戰後吳濁流的認同觀                       | 施正鋒 |
| 跨時代跨語作家的戰後初體驗               | 柳書琴 |
| 揚帆啟航                                 | 王惠珍 |
| 「泰利斯曼」式的創作                     | 王幼華 |
| 簡樸與清純                               | 莫渝   |
| 鍾肇政短篇小說探秘                       | 彭瑞金 |
| 變色龍的性別為何？                       | 吳達芸 |
| 論李喬《埋冤一九四七埋冤》敘事的社會功能 | 許嘉雯 |
| 曾貴海《原鄉．夜合》一書中的女性書寫     | 鍾屏蘭 |

### 《客家戲曲》
本書主編為國立臺灣戲曲學院歌仔戲學系教授鄭榮興，收錄11篇論文（見下表），選文範圍區分四大部分：劇種演變、配樂設計、文本形制、演員技藝。從文章中可以發現客家戲曲近年的研究情形，已從早先的「實踐面」，即注重個人參與戲班演出經驗的模式，衍生至探討客家戲曲中的配樂、劇本、演出等範疇，對客家戲曲往後的發展增添了不少多元性。
| 論文名稱                                     | 作者   |
| -------------------------------------------- | ------ |
| 臺灣三腳採茶戲「棚頭」之研究                 | 莊美玲 |
| 臺灣客家三腳採茶戲唱腔與二弦的運用           | 鍾繼儀 |
| 客家三腳採茶戲的喜劇藝術及其文化意義         | 李梁淑 |
| 山歌並採茶                                   | 范揚坤 |
| 試論客家大戲（改良戲）之興起與發展           | 劉美枝 |
| 論客家「平板」唱腔板腔化的問題               | 歐光勳 |
| 客家丑戲《萬事由天（蛤蟆記）》研究           | 蘇秀婷 |
| 試論戲曲音樂與認知心理學                     | 蔡振家 |
| 客家戲曲的文化經驗與創作實踐                 | 林曉英 |
| 論客家戲《霸王虞姬》之「三下鍋」腔調         | 施德玉 |
| 論客家大戲《六國封相－蘇秦》文本與演出的改編 | 楊閩威 |

### 《客家文化產業生成與發展》
本書主編為國立聯合大學文化觀光產業學系副教授俞龍通，收錄9篇論文（見下表），透過文章具體而細微地提供讀者一個窺探、理解客家產業多重面貌與獨特文化特質的視窗，呈現客家產業生成與發展的脈絡、歷程、結構、類型與研究視角。客家產業三大重點：文化內涵、產業的緣由，生產與發展、產業轉型，升級及經營策略為本書討論範圍。
| 論文名稱                                   | 作者                        |
| ------------------------------------------ | --------------------------- |
| 土地、族群與經濟活動                       | 張維安 張志宇               |
| 客家族群的遷徙與經濟發展                   | 賴玉玲                      |
| 北埔與峨眉茶產體制之比較                   | 潘美玲                      |
| 客家文化加值產業之研究                     | 俞龍通                      |
| 以六級產業理論析探地方產業發展之策略       | 陳定銘 王宣雅               |
| 客家特色產業消費心理向度與消費滿意度之研究 | 劉照金 陳和賢 李梁淑 莊蘭英 |
| 現代消費文化動力下族群飲食文化的重構       | 賴守誠                      |
| 年輕世代客家飲食意象之探討                 | 周錦宏 吳宛樺               |
| 客家流行音樂獨立廠牌經營策略之研究         | 吳翠松                      |